# Populares
Les populares (en français : populaires ou populistes, « favorisant le peuple ») forment une tendance politique populiste qui marque la fin de la République romaine, entre les IIe siècle av. J.-C. et Ier siècle av. J.-C. ; rassemblant des membres de la noblesse romaine traditionnelle ainsi que des nouvelles familles ayant atteint le sommet de la carrière politique, les populares tentent pendant près d'un siècle de réformer en profondeur les institutions et la structure socio-politique de la République en s’appuyant sur les revendications des couches les plus pauvres de la société romaine et des non-citoyens, afin de les porter publiquement et politiquement face aux instances décisionnaires de Rome, telles que le Sénat, le concile plébéien ou les comices. Tout comme les optimates, leurs adversaires, ils ne constituent pas un parti politique au sens moderne du terme, mais une tendance au sein du clivage majeur animant les luttes politiques et sociales romaines, permettant aux acteurs politiques de se situer face au conservatisme des optimates au sein d’alliances personnelles souvent mouvantes.
Si l'engagement de certains des chefs de file des populares est indubitablement sincère, d'autres parcours plus opportunistes et sinueux attestent par ailleurs de l'utilisation des revendications populaires et sociales pour favoriser les ascensions politiques au détour de propositions de lois et de l'obtention de magistratures prestigieuses. En cela, on ne peut présenter cette tendance politique comme un mouvement figé et uniforme, mais comme la convergence entre des intérêts personnels, des rapports de force, et des opinions politiques plus ou moins sincères servant à la construction de parcours dans une république en pleine crise institutionnelle.
La fin des guerres civiles romaines marque la fin du clivage entre optimates et populares et donc de la revendication d'affiliation à ces mouvances, puisque la plupart des revendications des derniers ont été progressivement satisfaites sous l'égide de chefs de guerre ayant fondé leur ascension politique sur le soutien du peuple, et la mise en place de réformes favorables à celui-ci face au pouvoir de l'aristocratie sénatoriale.

## Revendications principales
Les principales revendications soutenues par les populares portaient principalement sur des questions économiques et sociales, traduisant l'héritage et les conséquences de la conquête du monde méditerranéen, et l'évolution jugée nécessaire des structures générales de la gestion d'une cité devenue capitale d'un empire territorial.

### La question agraire
La principale revendication économique et politique mise en avant par les populares porte sur la question agraire. Avec la conquête de l'Italie, l'ager publicus, l'ensemble des terres publiques, avait été considérablement agrandi grâce à l'ajout d'une partie du territoire des vaincus. Cependant, ces terres étaient largement accaparées par les grands propriétaires terriens, qui se constituaient de vastes domaines fonciers fonctionnant grâce à une économie servile : les latifundia. Par conséquent, une large partie de la petite paysannerie romaine se retrouvait tantôt expropriée, tantôt contrainte de vendre sa force de travail non plus aux champs, mais dans l'économie urbaine, les privant des moyens de leur subsistance. La disparition de la petite propriété foncière avait pour conséquence de faire sortir bon nombre de citoyens pauvres des classes censitaires mobilisables à l'armée, puisque ces pauvres devenaient des proletarii, ou des infra classem, exclus de la participation à la guerre. La question agraire fut une des premières causes de montée du rapport de force entre populares et optimates, notamment sous l'égide des Gracques qui se saisirent de la question lors de leurs tribunats de la plèbe. En redistribuant les terres publiques ou en fondant des colonies de droit romain en Italie et dans les provinces, en limitant la superficie maximale des lots possédés par un seul citoyen, les populares entendaient ainsi combattre la pauvreté de la plèbe urbaine, dépendante des distributions de grain ; mécaniquement, l'attribution de terres faisait par ailleurs repasser ces citoyens dans les classes censitaires mobilisables, permettant ainsi à 50 000 citoyens romains de participer à la légion et donc de répondre aux besoins croissants de Rome en hommes pour défendre ses frontières toujours plus lointaines et mener des opérations sur des théâtres toujours plus diversifiés. Par extension à la question agraire, à partir de l'époque de Marius, la question de l'installation des vétérans dans des colonies à la suite de leur service militaire est un enjeu de conflits entre membres de l'aristocratie sénatoriale et entre optimates et populares : les premiers craignaient que les chefs militaires issus de la mouvance adverse n'utilisent la fondation de colonies pour s'attacher la fidélités de leurs troupes au-delà de leur temps de service.

### La réduction des dettes des pauvres
L'endettement privé des pauvres à Rome est endémique et régulier, comme le rapporte par exemple Tacite : « Le prêt à intérêt était un mal invétéré dans la cité de Rome et une cause très fréquente de séditions et de discordes ; aussi le refrénait-on même dans les temps anciens ». Tacite fait ici allusion à la « Loi des Douze Tables », texte normatif datant des années 450 av. J.-C. et à l’interdiction du prêt à intérêt, interdiction très probablement décidée en 342 av. J.-C.
Les dettes privées peuvent avoir deux origines : des impayés ou des emprunts non remboursés. Dans le premier cas, le débiteur n’avait pas contracté d'emprunt, mais il ne s’était pas acquitté d’un paiement qui était dû. En particulier, il n’était pas rare que des impôts n’aient pas été payés. Les crises fiscales et les protestations devant l’impôt n’étaient pas rares : à l'époque impériale, plusieurs empereurs, notamment Hadrien et Marc-Aurèle, effacèrent les arriérés d'impôts et les impayés à titre exceptionnel. À l'époque républicaine, le prêt à intérêt se pratiquait dans tous les milieux, en espèces ou en nature (emprunts de céréales, par exemple, pour faire face aux crises frumentaires).
Rome traverse à la fin de l'époque républicaine plusieurs crises de la dette. Ces crises naissaient quand l'endettement populaire s’aggravait et lorsqu'une partie des élites (sénateurs, chevaliers, notables divers) en venait à s'endetter aussi. Les membres des élites n'étaient pas étrangers à l'emprunt ; certains d’entre eux prêtaient beaucoup d’argent, d’autres encore prêtaient et empruntaient à la fois. Quand les débiteurs des membres de l’élite ne parvenaient plus à payer, la vie financière connaissait un blocage. La crise d’endettement avait alors de graves conséquences sociales et politiques. De telles conjonctures ont en général plusieurs causes : de mauvaises récoltes agricoles, occasionnant une pression sur l'économie de subsistance des plus démunis ; des tensions militaires ou politiques qui creusent les finances de l'État ; une diminution du stock monétaire disponible, qui interdisait aux débiteurs d’avoir accès à l'argent nécessaire aux paiements et qui produisait une hausse du taux d’intérêt. On connaît plusieurs crises de ce type au Ier siècle av. J.-C. en Italie : la première date des années 91-81 av. J.-C., et fut la plus grave : elle se caractérise à la fois par l’explosion des dettes et par des troubles monétaires et budgétaires du fait des guerres de Mithridate et de la guerre sociale en Italie. La confusion règne alors dans la circulation monétaire et les tensions sociales dues à l’endettement conduisent les magistrats romains, en 86 av. J.-C., à consolider un quart des dettes, c’est-à-dire à en abolir les trois quarts. C’est la seule fois qu’une telle proportion des dettes fut abolie dans l’histoire de Rome. La seconde crise date des années 60 av. J.-C. : elle fut par ailleurs à l'origine, en 63-62 av. J.-C., de la « Conjuration de Catilina » qui avait promis une abolition totale des dettes privées résultant du prêt d'argent. La troisième crise a lieu entre 49 et 46 av. J.-C. pendant la guerre civile entre César, Pompée et les Pompéiens.
Jean Andreau,, distingue cinq moyens de résoudre les crises des dettes :
- refus de l'aménagement des dettes et répression des soulèvements fiscaux (c’est l’attitude de Cicéron, consul en 63 av. J.-C., face au mouvement mené par Catilina) ;
- facilitation du paiement des dettes sans abolir ni le capital engagé et mobilisé ni les intérêts. On peut ainsi voter une diminution non rétroactive du taux d’intérêt et un rééchelonnement du paiement des dettes. Selon Tite-Live, une telle mesure avait été prise en 348-347 av. J.-C. ;
- l'État peut décider du versement de fonds publics à titre de dons, de prêts gratuits ou de prêts à intérêts réduits, mais cette solution n'émerge qu'à l'époque impériale ;
- la saisie des biens des débiteurs pour les attribuer aux créanciers par le biais de ventes publiques de patrimoines mobiliers et immobiliers. César choisit d'ailleurs d'opérer une saisie sur biens entre 49 et 46 av. J.-C, solution qu'il estimait plus favorable aux débiteurs que la seconde : la multiplication des ventes aux enchères conduisait mécaniquement à une remise sur le marché d'une offre considérable et donc à une baisse du prix des terres, condamnant les débiteurs à vendre leurs biens à un très bas prix, augmentant la frustration et le ressentiment autour de telles opérations ;
- abolition partielle ou totale des intérêts ou du capital des dettes. Cette solution ne fut jamais adoptée entièrement : le seul exemple étant la consolidation de 25% de la dette en 86 av. J.-C.

La question de la dette est donc intimement liée aux troubles sociaux et aux revendications des classes les plus pauvres de la cité romaine. Pour cette raison, elle fut régulièrement saisie par les meneurs des populares, tantôt pour résorber les troubles urbains et sociaux causés par les crises de la dette, tantôt pour s'attacher la fidélité et la gratitude de la plèbe urbaine.

### Le prix du blé et les distributions publiques
Au cours des premiers siècles de la République, Rome intervient sporadiquement pour distribuer gratuitement des blés à la population lors des crises de subsistance. Cependant, avec la crise agraire et l'augmentation de la population urbaine désargentée, les moyens de survie d'une partie de la plèbe n'étaient plus garantis, occasionnant régulièrement des troubles frumentaires dans la Ville. À partir de 123 av. J.-C., la question est politiquement prise en main par Caius Sempronius Gracchus, meneur des populares, proposant une loi pour mettre en place une distribution régulière de blé. Le plébiscite est approuvé par le concile de la plèbe. Il dispose que tous les citoyens mâles adultes (à partir de 14 ans) de Rome ont le droit d'acheter à un prix préférentiel cinq modii (environ 33 kilogrammes) de blé par mois. Environ 40 000 hommes étaient éligibles. En 62 et 58 av. J.-C., le nombre de citoyens éligibles fut étendu à 320 000 (puis réduit à 150 000) et le blé distribué le fut gratuitement, par décision de Jules César. Le nombre fut par la suite stabilisé à environ 200 000 citoyens par Auguste ; ce nombre resta stable tout au long de l'époque impériale,. Une des victoires des populares fut donc la mise en place de ces ediles ceriales, puis la systématisation de l'approvisionnement en blé de Rome via la préfecture de l'annone à l'époque impériale.

### La citoyenneté des alliés italiens
Parmi les questions politiques majeures de la fin du IIe siècle av. J.-C. et du début du Ier siècle av. J.-C., la question de l'octroi de la citoyenneté romaine aux peuples de l'Italie fut elle aussi saisie par les populares à plusieurs occasions : lors des tribunats des Gracques dans les années 133 et 120 av. J.-C., puis en 91 av. J.-C. lors du tribunat de Marcus Livius Drusus, fils du tribun qui s'était opposé à Caius Gracchus en 121 av. J.-C. ; considérant que les alliés italiens participent à la conquête de l'empire territorial de Rome par delà les mers, qu'ils payent des impôts par tête, sur le sol, et un tribut du vaincu, tout en n'ayant pas le droit de vote ni le droit d'être élu à des magistratures, Caius Gracchus puis Livius Drusus vont mettre plusieurs fois à l'ordre du jour le vote de lois visant à accorder la citoyenneté aux Socii italiens. Refusant d'ouvrir le corps civique à de nouvelles populations, refusant de voir s'intégrer aux élites romaines les élites municipales italiennes, et craignant qu'une telle innovation fasse des Italiens des clients directs des populares sur le plan électoral et politique, les optimates s'oppos̠èrent durement à cette idée, jusqu'à ce que la guerre sociale éclate en 91 av. J.-C., menant au vote de la Lex Iulia de Civitate et de la Lex Plautia Papiria entérinant l'intégration des Italiens au corps civique romain.

### La mise en place d'une justice équestre contre la corruption
Au cours de l'expansion de Rome, la mise en place d'une administration provinciale dans les nouveaux territoires conquis fut l'enjeu de nombreuses luttes politiques entre les conservateurs de l'aristocratie issue du Sénat et l'ordre des chevaliers, notamment autour de la gestion de la fiscalité locale et du rapport entre gouverneurs et administrés. Les populares eurent à cœur de mettre en avant les opinions et désirs des chevaliers eu égard à la question de la tenue des tribunaux jugeant les anciens gouverneurs accusés de prévarication et de concussion par leurs anciens administrés en donnant aux chevaliers le pouvoir sur ces tribunaux spéciaux, mis en place à la suite de différentes lois : Lex Calpurnia de Repetundis en 149 av. J.-C., Lex Cornelia de Maiestate en 81 av. J.-C., Lex Iulia de Repetundis en 59 av. J.-C. L'objectif d'une telle réforme était avant tout de limiter les abus des sénateurs dans les différents territoires gouvernés au cours de leur carrière politique.

## Modes d'action politique et leadeurs notables
Il est malaisé de fixer un acte de naissance à la mouvance des populares. Si les premières sécessions de la plèbe peuvent constituer l'origine d'un clivage socio-politique menant à des réformes institutionnelles au sommet de la République, pour autant, la mobilisation de la plèbe autour de questions sociales et économiques et leur récupération par des aristocrates prennent une acuité particulière au tournant du IIe siècle av. J.-C., dans le sillage de la conquête du monde méditerranéen, qui ne bénéficie pas de manière égale à toutes les couches sociales romaines et qui ne récompense par ailleurs pas le dévouement des alliés italiens et des provinces fidèles à la Ville.

### Apogée
L'époque de paroxysme de ce clivage entre populares et optimates est réellement celle qui va des tribunats des Gracques à l'avènement du principat, qui entérine finalement la plupart des revendications populares. Le mouvement populares est alors lancé et mené par des aristocrates réformistes comme les Gracques, qui gagnèrent progressivement l’appui de la classe montante des chevaliers, le mouvement évolua progressivement vers la démagogie et le populisme et fut récupéré par des ambitieux tels que Marius, Cinna, Catilina ou des agitateurs comme les tribuns Saturninus et Clodius Pulcher. Certains parcours sont globalement linéaires et témoignent d'une stratégie politique univoque, d'autres plus sinueux, à l'exemple de celui de Pompée, d’origine équestre, d'abord fidèle partisan de Sylla, qui réprima dans le sang, à la tête d'armées privées, les armées marianistes (soit les partisans de Marius) à travers l'Italie, l'Espagne, l'Afrique ; mais par la suite il abrogea une partie des réformes de son mentor de jadis pour gagner en popularité au cours de son consulat de 70 av. J.-C. Jules César, patricien ambitieux, s'appuya aussi sur les populares dans sa quête du pouvoir. La fin des guerres civiles et la consolidation du pouvoir d’Auguste correspondent à l’extinction du mouvement populares, avec en réalité la satisfaction de la plupart des revendications qui étaient à son origine et avec la fin des luttes de pouvoir et des guerres civiles.
Au cours de cette période, des tribuns de la plèbe réformateurs et le concile de la plèbe furent parmi les principaux acteurs des discordes politiques avec le Sénat et l'aristocratie conservatrice, notamment sur les points de revendication cités plus haut. Au sein du Sénat, le parti des optimates était la tête de lance de l'opposition aux plébéiens. Face à eux, de nombreux aristocrates prirent cependant une posture inverse à celle que leur position de domination préconisait a priori (par exemple Jules César). D'autres firent au contraire du soutien aux populares un leitmotiv politique favorisant leur ascension, ce fut le cas de Caius Marius par exemple, tribun de la plèbe en 119 av. J.-C., qui obtint le consulat en 107 av. J.-C. et qui s'y fit réélire pendant 6 années consécutives grâce au soutien du peuple.
Du fait de la montée en radicalité des forces en présence et du blocage politiques, les populares furent donc au cœur de toutes les guerres civiles qui agitèrent Rome et qui apparurent rapidement comme le seul moyen de trancher entre de telles oppositions : la première guerre civile entre Marius et Sylla (88-86 av. J.-C.), la guerre sertorienne (83-72 av. J.-C), la seconde guerre civile entre Marius et Sylla (82-81 av. J.-C.), la guerre civile entre César et Pompée (49-45 av. J.-C.), la guerre civile des libérateurs (43-42 av. J.-C.), la guerre civile de Modène (43 av. J.-C.), la guerre de Pérouse (41-40 av. J.-C.), puis la dernière guerre civile entre Marc-Antoine et Octave (32-30 av. J.-C.) et la révolte sicilienne (44-36 av. J.-C.).

### Les prises de pouvoir despopulares
Les populares culminèrent politiquement et prirent un poids considérable dans la gestion de l'État à quatre reprises :
- au cours de la crise des Gracques, qui mobilisa les plébéiens autour de la question agraire et de la réforme des pouvoirs du Sénat entre 133 et 122 av. J.-C., de même qu'elle mobilisa les alliés italiens soutenant une telle réforme en échange de la promesse d'une citoyenneté accordée à tous[10];
- au cours de la prise de pouvoir par Caius Marius et son fils Marius le Jeune, entre 87 et 82 av. J.-C., jusqu'à leur défaite face aux armées de Sylla après la bataille de la Porte Colline ;
- au cours du consulat de Jules César en 59 av. J.-C., soutenu par Marcus Licinius Crassus et Pompée dans le cadre du premier triumvirat (60-53 av. J.-C.). Cette phase correspond à un partage de la scène politique romaine après le vide laissé par Sylla[11]. Chacun accorda à ses hommes et à ses vétérans des terres publiques, ratifia les décisions politiques et les conquêtes des autres, sans faire obstruction et sans se nuire mutuellement[12]. César fit par ailleurs passer une réforme agraire qui avait été laissée en gestation et en suspens depuis 133 av. J.-C., puisque l'obstruction des optimates était désormais mise en minorité. Le premier triumvirat était en partie né de l'échec des populares en 63 : non seulement un échec judiciaire face au Sénat, qui fit exécuter les meneurs par un sénatus-consulte ultime, mais aussi un échec politique avec l'impossibilité pour Quintus Caecilius Metellus Nepos Iunior, tribun de la plèbe et pour Jules César alors préteur de faire empêcher la condamnation à mort[13],[14] ;
- au cours de la guerre civile entre César, Pompée, et les partisans de ce dernier, à partir de 49 av. J.-C. jusqu'à l'assassinat du premier en 44 av. J.-C. ; Jules César se reposa pour large partie sur le soutien populaire à ses lois et réformes pour développer sa légitimité et son pouvoir sur l'État romain et mettre en place de nombreuses réformes populaires : déductions de colonies, élargissement du Sénat, distribution de blé public par les édiles céréaliers, etc.[15],[16],[17],[18],[19],[20],[21],[22],[23].

### Principaux chefs de file
Parmi les partisans notables du mouvement des populares, on trouve de nombreux tribuns de la plèbe :
- Les Gracques (Tiberius et Caius Sempronius Gracchus)
- Caius Mamilius Limetanus
- Caius Servilius Glaucia
- Caius Coelius Caldus
- Marcus Caelius Rufus
- Caius Papirius Carbo
- Lucius Appuleius Saturninus
- Marcus Livius Drusus
- Publius Sulpicius Rufus
- Marcus Marius Gratidianus
- Servilius Rullus
- Publius Clodius Pulcher
- Salluste
- Curion

Ainsi que des consuls et des magistrats tels :
- Caius Marius
- Caius Marius le Jeune
- Caius Norbanus
- Lucius Cornelius Scipio Asiaticus Asiagenus
- Lucius Cassius Longinus
- Publius Mucius Scaevola (partisan de Marius)
- Marcus Fulvius Flaccus (partisan de Marius)
- Lucius Valerius Flaccus (d'abord partisan de Marius, puis maître de cavalerie de Sylla)
- Lucius Cornelius Cinna (consul) (partisan de Marius)
- Lucius Cornelius Cinna (préteur), fils du précédent
- Cnaeus Papirius Carbo (partisan de Marius)
- Quintus Sertorius (partisan de Marius)
- Marcus Perperna Veiento
- Catilina
- Marcus Aemilius Lepidus
- Appius Claudius Pulcher
- Jules César
- Lucius Marcius Censorinus (consul en -39)
- Caius Calvisius Sabinus (consul en -39)
- Marcus Licinius Crassus[24]
- Pompée qui s'était ainsi détourné des optimates à la suite de sa guerre en Orient et du refus du Sénat de ratifier ses décisions pour ses vétérans[25].
- Marc-Antoine